# Пријатељи Едија Којла
Пријатељи Едија Којла (енг. The Friends of Eddie Coyle) је дебитантски роман америчког писца и адвоката Џорџа В. Хигинса објављен 1970. године. Пријатељи Едија Којла зачетник је поджанра криминалистичке литературе чији је главни фокус реалистични приказ америчко-ирског организованог криминала у Бостону. 
Радња романа прати Едија Којла, нискорангираног криминалца у свету ирског организованог криминала који, под претњом нове затворске казне због које би његова породица морала да оде на социјалну помоћ, постаје полицијски доушник са намером да откуца продавца ватреног оружја. Ликови у роману су делом базирани на правим фигурама америчког подземља седамдесетих. Еди Којл био је наводно базиран на Билију О'Брајену који је 1967. године био убијен од стране припадника ирске мафије због сумње да би могао да постане доушник за ФБИ.
Књига је први пут објављена 1970. године, док је рад на њој Хигинс започео крајем претходне деценије. Књигу је објавила издавачка кућа Alfred Knopf у оквиру едиције џепних књига "Borzoi". Пријатељи Едија Којла се сматра једном од најбољих књига у жанру криминалистичке литературе, као и пиониром реалистичне крими-фикције. Амерички новинар Кристофер Леман-Хаупт је о књизи рекао: "једна од најбољих из свог жанра које сам читао још од Хемингвејевих 'Убица'"
Филм је адаптиран за екран 1973. године са Робертом Мичамом у улози Едија Којла. Филм је био критички успех, али комерцијални неуспех и данас се сматра култним класиком.

## Критика
Од његовог објављивања, роман Пријатељи Едија Којла је хваљен од стране књижевних критичара као пионир новог жанра криминалистичке литературе, као и као један од најбољих романа у жанру криминалистичке фикције. Хигинс се противио идеји да је роман био изненадни успех (такозвани "успех преко ноћи" (енг. overnight success)) и о томе је написао: "Успех (романа) Пријатељи Едија Којла је проглашен "преконоћним" у неким крајевима; то је била једна проклето дуга ноћ, трајала је седамнаест година..." Пре објављивања романа, Хигинс је написао још четрнаест романа али је од сваког одустао и уништио их. Критичари су повукли паралеле између овог романа и романа Кум Марија Пуза, због њиховог различитог приступа приказу организованог криминала. Док је Пузов Кум донекле био идеализација старог мафијашког поретка, Хигинсов приказ мафије био је много реалистичнији и грубљи.
Роман је био номинован за награду Националне фондације књига Сједињених Америчких Држава  (енг. National Book Foundation), али је ту награду освојио писац Џон Барт за свој роман Химера.
Амерички романиста и новинар Норман Мејлер је о роману рекао: "Какав дијалог ... [Џорџ В. Хигинс је] Амерички писац који је најближи Хенрију Грину. Оно преко чега не могу да пређем је да је тако добар први роман написао муркан."
За New York Times, новинар Џо Гинис је рекао о роману: "Раван, без тонова и позитивно смрди на аутентичност. Хигинс говори причу о Едију и његовим пријатељима кроз дијалог: и он је каже брзо и ваљано. Карактеризација је на минимуму. Сви Едијеви пријатељи - полицајци, лопови и бармен Дилон који је подједнако лаконичан небитно да ли служи пиће или свом другу разноси мозак са задњег седишта возила у покрету - се не чине као индивидуалци већ као делови једне исте личности. Ово није слабост, ја мислим да је ово Хигинсова цела поента."
Елмор Ленард је сматрао Пријатељи Едија Којла за најбољи роман у жанру криминалистичке фикције, и у предговору за тринаесту едицију романа је рекао: "[Овај роман] Чини да Малтешки соко изгледа као Ненси Дру". Упркос свом успеху у жанру крими-фикције, Хигинс није желео да буде сматран писцем криминалистичке фикције. Ленард је о овоме рекао: "Он је видео себе као Чарлса Дикенса бостонског злочина, а не као писца кримића. Он је разумео људско стање и најјасније га је разумео у речима и делима бедника."